# Sottoclasse (tassonomia)
In biologia una sottoclasse è una categoria (più precisamente un rango tassonomico) della classificazione scientifica degli organismi viventi. Si tratta di una categoria intermedia, tra classe e ordine. In alcuni casi esistono ulteriori suddivisioni delle sottoclassi di grado superiore all'ordine: le infraclassi e i superordini. Le sottoclassi di piante, alghe e funghi hanno rispettivamente i suffissi -idae, -phycidae e -mycetidae. Un esempio di sottoclasse è Theria, a cui appartiene l'uomo.